# Libert Froidmont

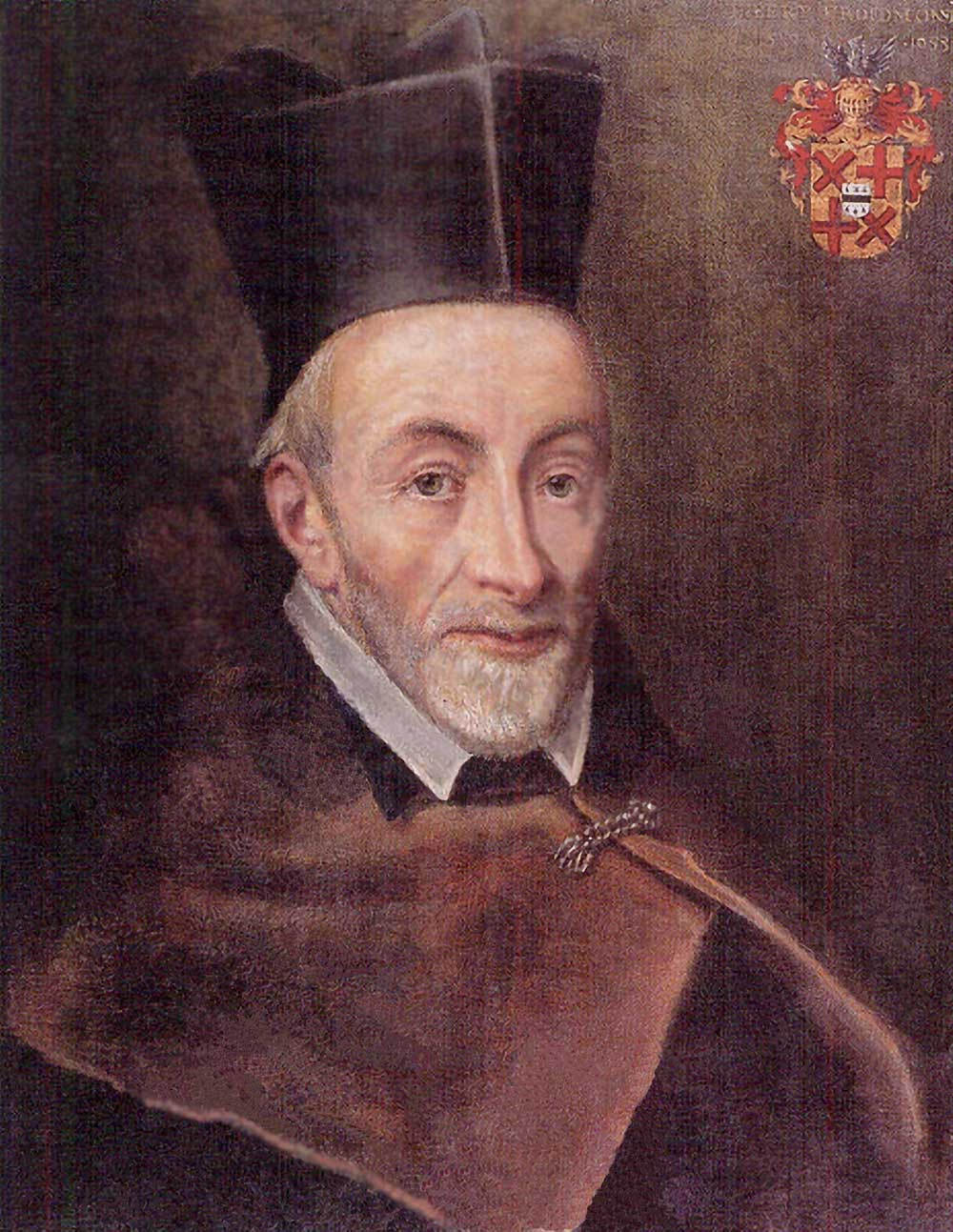
Libert Froidmont

Libert Froidmont oder (latinisiert) Libertus Fromondus (auch Libertus Fromundus/Fromond/Fromont; * 3. September 1587 in Haccourt (Lüttich); † 27. Oktober 1653 in Löwen) war ein lütticher Mathematiker, Astronom, Philosoph und katholischer Theologe.

## Leben
Froidmont wurde von den Jesuiten erzogen, trat dem Orden bei und erhielt ein Kanonikat an der Kathedrale von Tournai. Er hatte Geisteswissenschaften am Jesuitenkolleg in Lüttich und 1604 Philosophie an der Universität Löwen studiert. Danach lehrte er drei Jahre lang Philosophie in der Abtei St. Michael in Antwerpen. 1609 erhielt er eine Professur der Rhetorik an der Universität Löwen und 1614 übernahm er die Professur der Philosophie. 1628 promovierte er zum Doktor der Theologie. Nachdem Cornelius Jansen als Bischof nach Ypern gegangen war, wurde Froidmont am 28. Januar 1637 Professor der theologischen Fakultät, er übernahm im selben Jahr das Rektorat der Löwener Alma Mater und am 9. September 1638 ernannte man ihn zum Dekan an der dazugehörigen Universitätskirche St. Peter (Sint-Pieterskerk). Hier fand er auch seine letzte Ruhestätte.
Froidmont hatte eine profunde Kenntnis der lateinischen, griechischen und hebräischen Sprache. Sein Interesse an den atmosphärischen Phänomenen seiner Zeit ließen ihn sich mit Mathematik, Meteorologie und Astronomie auseinandersetzen. Ganz aus seinem religiösen Selbstverständnis heraus  vertrat im beginnenden 17. Jahrhundert noch das katholische, scholastische Weltbild der Erde, wobei er sich durch einige Gegenschriften gegen das Heliozentrische Weltbild einen Namen machte. Auch ist er polemisch gegen den niederländischen Calvinisten Gisbert Voetius in Erscheinung getreten und galt als Kritiker von René Descartes, mit dem er brieflichen Kontakt hatte. Aus seiner Feder stammen auch einige Kommentare zur heiligen Schrift, die nach seinem Tod 1653 bis 1663 veröffentlicht wurden.

## Werke

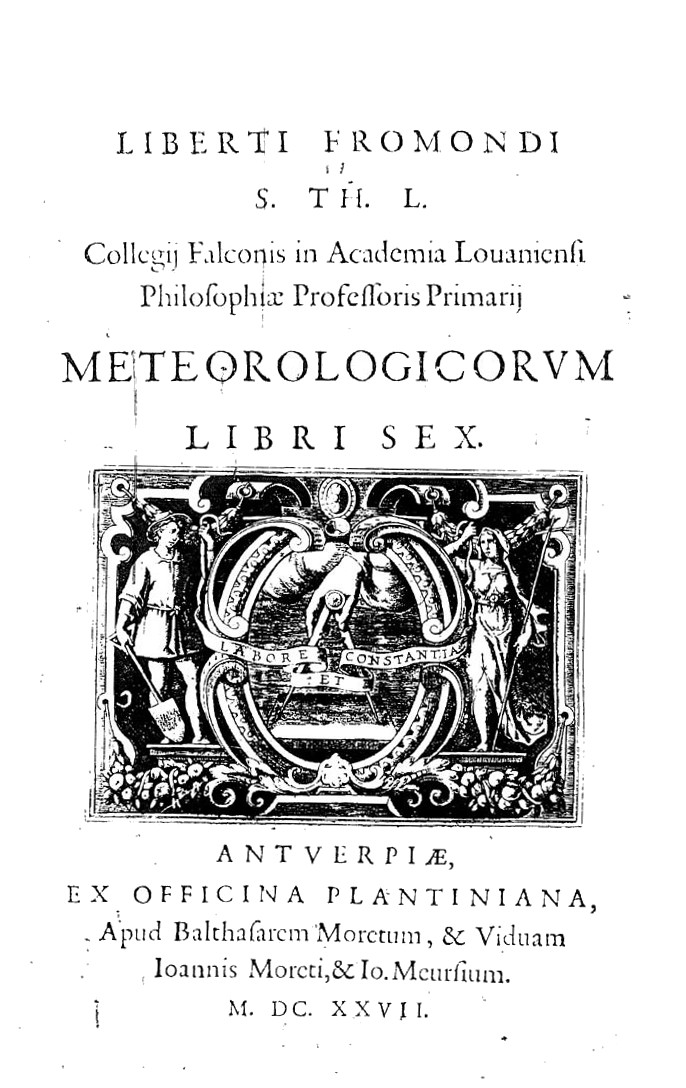
Meteorologicorum libri sex, 1627

- Coenae Saturnalitiae, variatae Somnio sive peregrinatione coelesti. Löwen 1616
- Dissertatio de cometa anni 1618. Antwerpen 1619
- Commentatio in Acta Apostolorum. o. J.
- Meteorologicorum libri sex. Antwerpen 1627
- Labyrinthus sive de compositione continui. Antwerpen, 1631
- Commentarii in libros Quaestionum naturalium Senecae. Antwerpen, 1632
- Anti-Aristarchus sive orbis terrae immobilisiert adversus Philippum Lansbergium. Antwerpen 1634
- Vesta, seu Ant-Aristarchi vindex adversus Jac. Lanspergium, Philippi filium. Antwerpen 1634
- Causae desperatae Gisberti Voetii, ministry calviniani, adversus spongiam Cornelii Jansenii episcope Yprensis crisis. Antwerpen 1639
- Brevis anatomia hominis et Epistola Fromondi Liberti und Henrici Caleni ad patres Societatis. Löwen 1641
- Conventus Africanus, sive disceplatio judicialis apud tribunal praesulis Augustini, enarratore Artemidoro Oneirocritico. 1641
- Augnstini Yprensis et Augustini Hipponensis de Deo omnes salvare volente homologia. o. J.
- Chrysippus sive de liberto arbitrio ad philosophos peripateticos. Löwen 1644
- Collatio Antverpiensis ad Fetrum Aurelium. Löwen 1647
- Vincentii Lenis theriaca adversus Dionysium Petavium, S. J. theologum, et Antonium Richardum de libero arbitrio. Paris 1648
- Vincentii Lenis epistola prodroma gemella ad Dionysium Petavium et Antonium Richardum. Löwen 1649
- Philosophiae christianae de anima libri quatuor. Löwen 1649
- Antonii Richardi stratagema, quo bellum sui sociorumque defensivum ab erroribus Massiliensium transtulit in S. Augustini et episcopi Yprensis offensivum. 1650
- Lucerna Augustiniana, qua breviter et dilucide declaratur coneordia et discordia, qua duo nuper eximii doctores S. Th. Fuacenses conveniunt a caeteris hodie S. Augustini discipulis. 1650
- Emunctorium lucernae Augustinianae quo fuligines a quibnsdam aspersae emunguntur.o. J.